# Tabanus brumpti
Tabanus brumpti är en tvåvingeart som beskrevs av Surcouf 1907. Tabanus brumpti ingår i släktet Tabanus och familjen bromsar. Inga underarter finns listade i Catalogue of Life.